# Franziska Heine

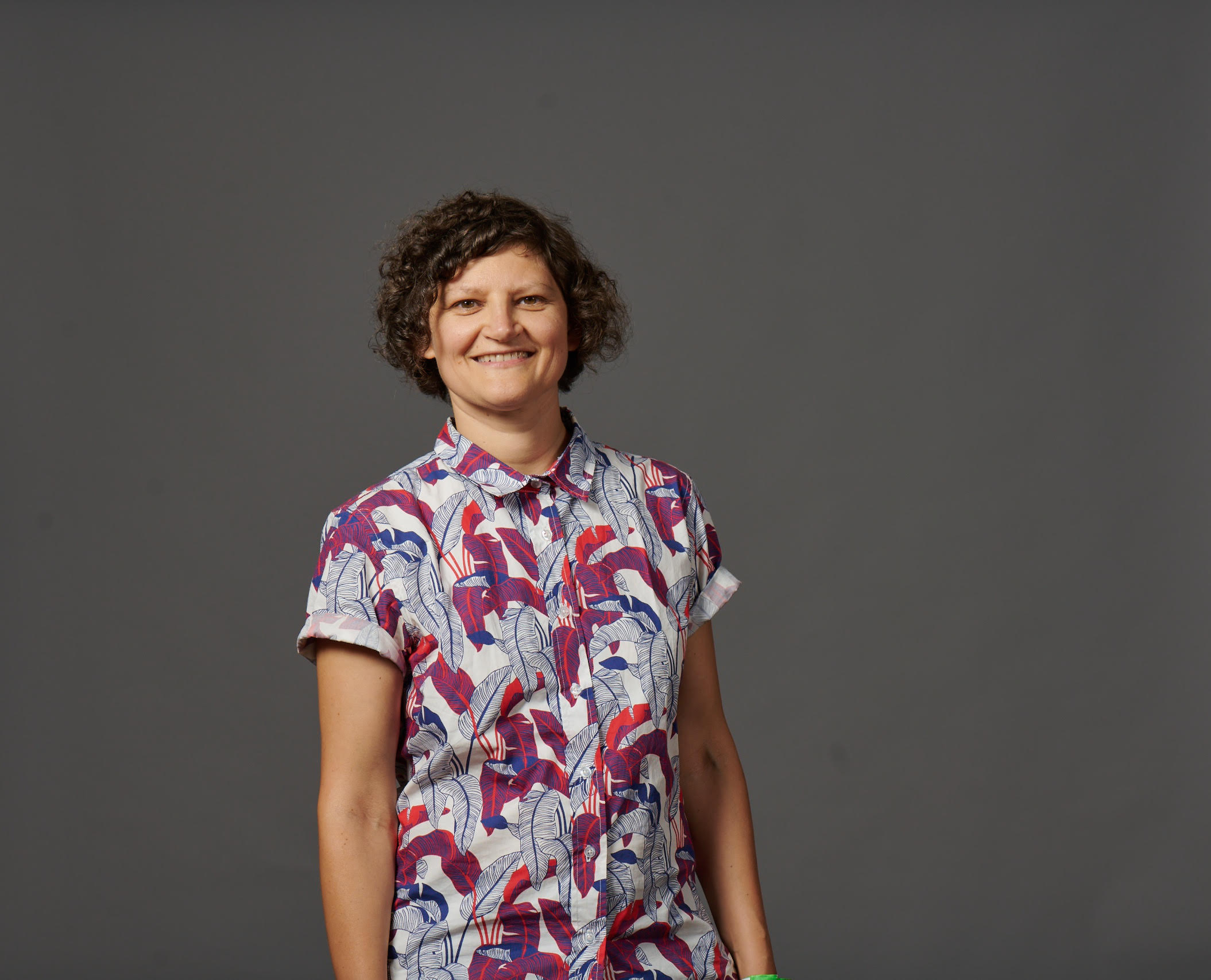
Franziska Heine, 2021

Franziska Heine (* 14. August 1979 in Schwerin) ist eine deutsche Managerin. Sie ist  Vorstand von Wikimedia Deutschland. Im Mai 2009 wurde sie als Initiatorin einer Online-Petition gegen Internetsperren bekannt.

## Leben
Franziska Heine wurde in Schwerin geboren. Sie studierte Mediengestaltung in Weimar. Nach dem Studienabschluss mit einer Diplomarbeit über eine Software zur Analyse von Videoaufnahmen, die Psychologen von ihren Patienten anfertigen, war sie wissenschaftliche Mitarbeiterin an der Universität, war für eBay tätig und arbeitete in der Folge bei einem Telekommunikationsunternehmen. Heine lebt in Berlin und engagiert sich im Arbeitskreis gegen Internetsperren und Zensur. Zur Konfrontation mit der Politik sagte sie: „Ich musste lernen, extrem vorsichtig zu sein. Ich habe sehr genau gemerkt, dass es Versuche gab, mich zu instrumentalisieren.“ Seit September 2017 arbeitet sie bei Wikimedia Deutschland, zuerst als Leiterin der Software-Entwicklung. Im April 2022 wurde sie dort mit Wirkung zum 1. August zu einer der beiden  Vorstände neben Christian Humborg, der 2025 bei Wikimedia Deutschland ausgeschieden ist, berufen.

## Petition

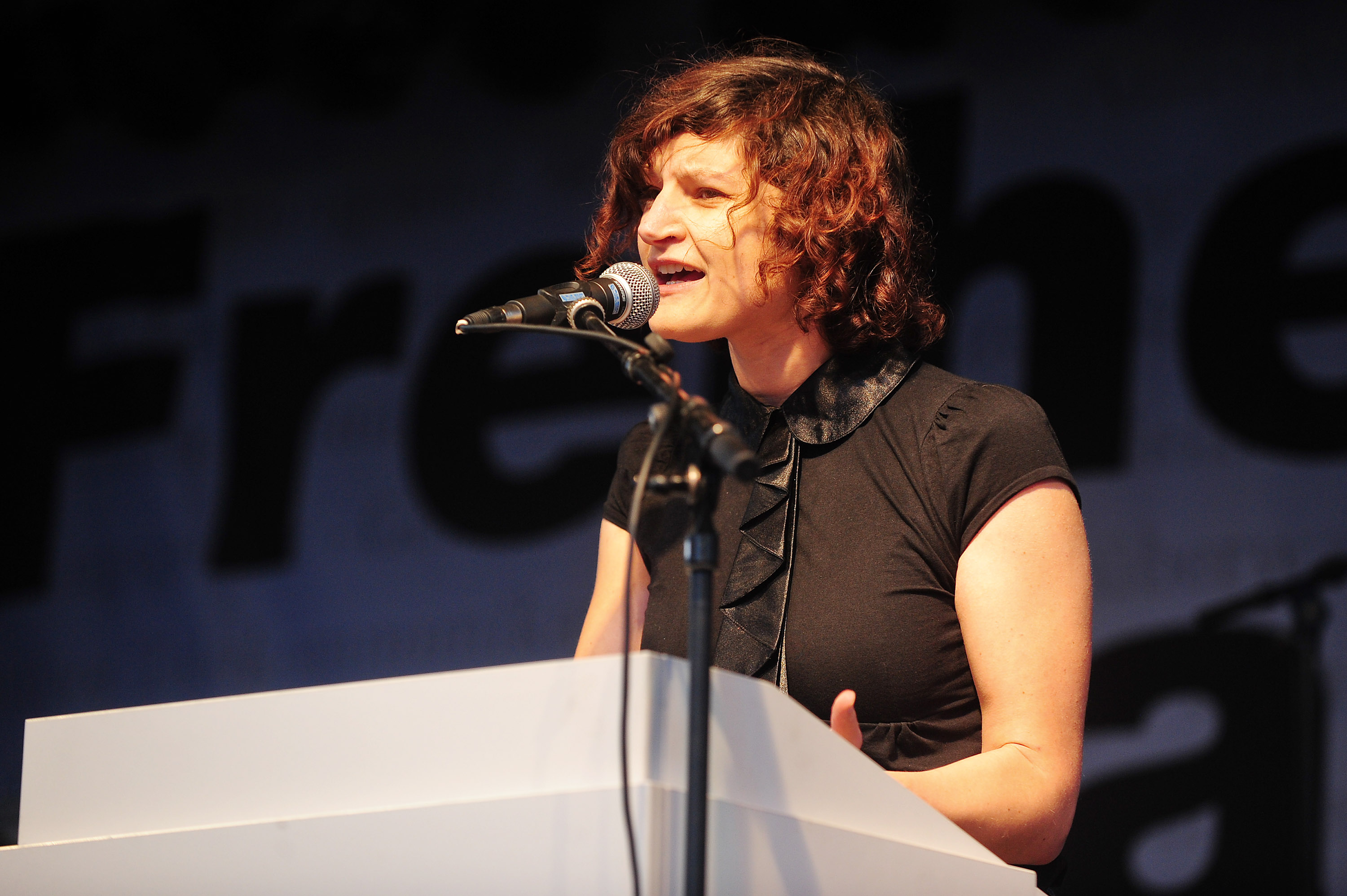
Franziska Heine auf der Großdemonstration Freiheit statt Angst, 2009

Am 22. April 2009 reichte Franziska Heine die Petition an den Deutschen Bundestag mit dem Titel Internet – Keine Indizierung und Sperrung von Internetseiten ein. Die Petition richtete sich in knapper Form gegen die von Bundesfamilienministerin Ursula von der Leyen geplante Regelung zu Sperrungen von Internetinhalten in Deutschland durch das Zugangserschwerungsgesetz. Das Gesetzesvorhaben, als Maßnahme gegen die Verbreitung von Kinderpornografie im Internet gedacht, hatte im Vorfeld heftige Diskussionen ausgelöst. Kritiker, darunter zahlreiche Internet-Experten, warfen dem Gesetz vor, dass es Kinderpornografie nicht bekämpfe, sondern nur vertusche. Stattdessen sei es geeignet, um missliebige Netzinhalte aller Art auszublenden und eine schleichende Zensur inklusive überwachungsstaatlicher Methoden einzuführen. Die Petition von Franziska Heine wurde am 4. Mai 2009 auf dem Petitions-Server des Deutschen Bundestages freigeschaltet. Bereits nach vier Tagen hatten mehr als 50.000 Bürger die Petition mitgezeichnet. Damit erreichte sie ungewöhnlich schnell die Mindestanzahl an Zeichnern, die erforderlich ist, damit die Petentin im Petitionsausschuss des Deutschen Bundestages persönlich angehört wird. Am Ende der Zeichnungsfrist, die am 16. Juni 2009 auslief, hatten sich 134.015 Unterstützer eingetragen. Die Petition war bis dahin die mit der größten Zahl an Petenten in der Bundesrepublik Deutschland. Maßgeblichen Anteil an diesem Erfolg hatten Soziale Netzwerke und Mikroblogging-Dienste wie Twitter, wo viele Internet-Nutzer zum Mitzeichnen der Petition mobilisiert wurden. Darüber hinaus fand die Petition ein großes Medienecho. Am 22. Februar 2010 hat der Petitionsausschuss des Deutschen Bundestages in öffentlicher Anhörung über die Petition verhandelt.